# Tjocka släkten (TV-serie)
Tjocka släkten var ett lekprogram som sändes i SVT hösten 1991 och våren 1992. Programledare var Lasse Berghagen och Inga Gill. Två lag bestående av släktingar i olika generationer fick utföra en rad olika tävlingsaktiviteter och dansnummer, oftast på snabbast möjliga tid. Programmen som sändes på lördagskvällarna fick höga tittarsiffror men sågades av kritiker.
Av serien sändes 10 avsnitt hösten 1991. Dessutom sändes åtta avsnitt vårvintern 1992.